# Suffolk, Virginia
Suffolk este un oraș independent din statul american Virginia din Statele Unite ale Americii.